# میرزا عبدالحسین ذوالریاستین شیرازی
میرزا عبدالحسین ذوالریاستین شیرازی، متخلص به مونس و ملقب به مونس‌علیشاه (متولد ۱۲۹۰ قمری/ ۱۲۵۲ خورشیدی)، از اقطاب سلسله نعمت‌اللهی و از خانواده‌های معروف طريقت و عرفان در ايران می‌باشد. وی در جنبش مشروطيت از آزادی‌خواهان فارس و نيز از شعرای معاصر و مدیر روزنامهٔ احیا بوده‌است. سعید نفیسی وی را یکی از مردان بزرگ روزگار خوانده است.

## اصل و نسب
میرزا عبدالحسین ذوالریاستین شیرازی، فرزند حاج علی آقا ذوالریاستین وفاعلیشاه (از پیران سلسله نعمت‌اللهی)، در یازدهم ربیع‌الاول سال ۱۲۹۰ هجری قمری، متولد شد. وی از طرف مادر، نسب به میرزا کوچک، ملقب به رحمت‌علیشاه (از اقطاب سلسله نعمت‌اللهی) داشت. او در ۷ سالگی به مدرسه و از ۹ سالگی نزد سید محمد نبی کربالی به تحصیل ادامه داد و از ۱۶ سالگی به بعد، علوم زمان را (مانند مقدمات فارسی و عربی، صرف و نحو، پاره‌ای از فقه و اصول، بیان و منطق، ریاضی و قسمتی از هیئت، حساب و فیزیک و شیمی و جبر، حکمت الهی، شرح فصوص الحکم، مکاسب و طهارات، علم تفسیر و لمعه) نزد اساتیدی مانند نبی کربالی، حکیم نصرالله (در مدرسه منصوریه حکمت)، میرزا عبدالله رحمت، میرزا آقا جهرمی، میرزا هادی، باقر عبدالنبی، جعفر محلاتی و خصوصاً نزد پدر خود وفاعلیشاه فرا گرفت.

## خدمات فرهنگی و اجتماعی
از بدو ندای مشروطیت به همراه و زیر نظر پدر خود وفاعلیشاه اقدام به تأسیس انجمن‌های اسلامی و انصار نمود و عهده‌دار ریاست آن‌ها بود. بسیاری از علما، تجار و اصناف در این انجمن‌ها عضویت داشتند. در سال ١٣٢٤ه.ق. به تأسیس مدرسه مسعودیه پرداخت و چاپخانه پارس را ايجاد كرد. وی در سال ١٣٢٩ ه. ق روزنامه احياء را منتشر كرد و به همراه پدرش نقش بسزایی در بیداری و آگاهی مردم فارس داشتند.

## در جنگ جهانی اول
در جنگ بین‌الملل اول، لباس سربازی پوشید. سپس در حزب دمکرات فارس وارد و جزء هیأت مرکزی حزب شد و همواره دوش‌به‌دوش آزادی‌خواهان معاصر و حافظین استقلال ایران پیش رفت.

## قطبیتسلسله نعمت‌اللهی
وی پس از اتمام حکمت نظری، معارف الهی و مراتب سیر و سلوک را زیر نظر پدر خود وفاعلیشاه طی و پس از هفتمین چله یا اربعین ترجیع‌بند وفائیه را با مطلع زیر سرود:
| ای تو پیداتر از همه پیدا |  | ای تو پنهان ز چشم هر بینا |

پس از فوت سید اسمعیل اجاق (صادق‌علیشاه) حسب وصیت وی به قطبیت سلسله نعمت‌اللهی رسید.

## معاریف معاصر وی
معاریف زیر با وی مراوده داشته و به وی ارادت می‌ورزیدند:
- شمس العرفا (فوت ۱۳۵۳ هجری قمری)
- محمد حسن مراغه‌ای محبوب‌علی (فوت ۱۳۳۴ شمسی در سن ۹۶ سالگی)
- حیدرقلی خان سردار کابلی (فوت ۱۳۳۱ شمسی)
- آیت‌الله شیخ عبدالکریم زنجانی (از علمای ساکن نجف): وی در سفری به تهران به دیدار مونس‌علیشاه آمد و عکسی گرفتند و زیر آن دو بیت نگاشتند. بیت اول از آیت‌الله زنجانی و بیت دوم از مونس‌علیشاه است:

| زعکس مجتهد و مرشد اندر این صفحه |  | حکایتی است هویدا به پیش اهل نظر  |
| نهال شرع به آب طریقت ار رویید   |  | به چشم سِر چو ببینی حقیقت است ثمر |

- میرزا محمد بن میرسلطانعلی قدسی شیرازی (متولد ۱۳۲۸ هجری قمری)
- میرزا اسماعیل خائف شیرازی (متولد ۱۲۷۸ هجری قمری)

## مشایخ مونس‌علیشاه
سید محمد خوش چشم همدانی(سعید علی شاه)
- میرزا محمد کاظم‌خان (رونق علی)
- میرزا سیدعلی مستوفی (سرور علی)
- اسد الله رشاد (صفوت علی)
- سید ضیاءالدین مرشدی (وفی علی)
- میرزا آقا کرمانی (نصرت علی)
- محمد باقرخان ابوسعیدی (عارف علی)
- میرزا حسین‌خان باباجان (روشن علی)
- سید داود سیدان
- میرزا علیرضا سکوئی
- عبدالله فرمند (کرم علی)
- احمدخان ایلخانی صارم الایاله (قوام علی)
- میرزا عباس‌خان بهرامی همدانی (نیّرعلی)
- استاد یدالله محلاتی (صامت علی)
- فخام السلطنه دفتری (صدق علی)
- سید علی هندی
- سالار شجاع (رحمت علی)
- استاد فتح الله حسین‌زاده نعمت‌اللهی (نصرت علی)
- محمد کریم وارسته نعمت‌اللهی (مجذوب علی)
- میرآقا معصوم‌زاده کیائی (معصوم علی)
- سید عبدالمهدی میرحسینی (حیرت علی)
- حاجی زرگرباشی
- سید محمد حسین بهبهانی (مرآت)
- دکتر جواد نوربخش (نورعلیشاه)

## جانشینی
در سال ۱۳۲۵ جواد نوربخش (متولد ۱۳۰۵ شمسی) که به تازگی در کرمان نزد سید ضیاءالدین مرشدی (وفاعلی) مشرف شده بود برای تحصیل در رشته پزشکی به تهران آمد و در خانقاه تهران ساکن شد. وی مورد توجه مونس‌علیشاه واقع گردید و وی را به سمت شیخ خانقاه تهران منصوب نمود که در زمان حیات پیرش فقط دو بار در تهران به دستور اکید پیرش اقدام به دستگیری طالبان نمود (حسن کباری و حاج محمد جعفر کرمانی). در سال ۱۳۳۱با عزیمت جواد نوربخش به بم، مسئولیت دستگیری طالبان در استان کرمان و استان‌های همجوار به وی محول گردید. 
وی در برخی از آثار، جواد نوربخش را چنین خطاب می‌نماید:
- در مقدمه به دفتر اول گلزار مونس: «... لهذا ادیب دانشمند جواد نوربخش در ظرف دو روز معانی تقریر شده را چنان‌که در این دفتر به نظر خوانندگان می‌رسد به رشته نظم در آورد، آری فیض روح القدس ار باز مدد فرماید دیگران هم بکنند آنچه مسیحا می‌کرد.»[۸]
- در مقدمه به دفتر دوم گلزار مونس: «... ادیب دانشمند فرزانه و فرزند روحانی یگانه، جواد نوربخش اوصله الله الی مقام القرب والعرش ....»[۹]
- در مقدمه به تفسیر منظوم سوره الحجرات: «... دیدم جناب آقای دکتر جواد نوربخش با ذوقی تام و ... گفتم چه ضرر دارد ... در معالجات روحی و اخلاقی رنج ببرید و این سوره را با مراجعه به تفاسیر منظوم نمائید ... خوب از عهده برآمدند.»[۱۰]

وی قبل از فوت، جواد نوربخش (نورعلیشاه) را به جانشینی خود و قطبیت سلسله نعمت‌اللهی منصوب نمود.

## سفر حج
در سال ۱۳۱۷ ه.ق. به همراه پدر خود به مکه مشرف گردید. در سال ۱۳۴۰ قمری همراه با تعدادی از شیرازی‌ها به سفر حج نایل شده و در کتاب سفرنامه حاج ایاز خان قشقایی از او بسیار یاد شده‌است.

## تألیفات
از او تألیفاتی از جمله آثار زیر بر جای مانده‌است:
- انیس المهاجرین و مونس المسافرین
- برهان السالکین (تألیف ۱۳۵۴ه.ق.) [۱۲]
- تاریخ حب الوطن (منظوم)
- تعلیقات بر مثنوی
- دلیل السالکین (تألیف ۱۳۳۴ ه.ق.)
- رساله مونس السالکین (مختصری از دلیل السالکین)[۱۳]

آثار و تألیفات زیر نیز از وی به‌جا مانده‌است:
- رساله جبر و تفویض (تألیف ۱۳۴۱ ه.ق.)
- رساله کشفیه (تألیف ۱۳۴۹ ه.ق.)
- رساله نجات از شبهات (تألیف ۱۳۴۰ ه.ق.)
- رساله ادریسیه (تألیف ۱۳۴۰ ه.ق.)
- رساله روحیه
- رساله طول عمر (تألیف ۱۳۱۴ ه.ق.)
- اشعار و غزلیات (جلد اول دیوان مونس در زمان حیات وی به کوشش جواد نوربخش منتشر گردید و چاپ بعدی آن با عنوان دیوان مونس دربرگیرنده تعدای غزلیات، تخمیس و تضمین غزلیات و قصایدی از بزرگان عرفاً از وی، به کوشش جواد نوربخش منتشر گردیده است.)[۴]

آثار زیر با هزینه شخصی توسط وی منتشر گردید:
- مراحل السالکین
- مصباح الهدایه و مفتاح الکفایه (عزالدین محمود کاشانی - به تصحیح و مقدمه استاد جلال همائی)
- مرآت الحق (محمد جعفر کبودرآهنگی مجذوب علیشاه)
- پاره‌ای از رسائل شاه نعمت‌الله ولی

## اقامت در تهران
در سال ۱۳۰۸ شمسی به تهران آمد و در نزدیک چهارسو چوبی تهران (خیابان بلورسازی حد فاصل امیریه و حافظ) محلی را تهیه و ساکن گردید و خانقاهی ترتیب داد. خانقاه نعمت‌اللهی تهران در آن مکان واقع است. جواد نوربخش در دوران قطبیت خود چند ساختمان همجوار را خریداری و به خانقاه ضمیمه نمود که درب فعلی آن در کوچه میثم (خانقاه) قرار دارد.

## درگذشت

مقبرۀ میرزا عبدالحسین ذوالریاستین شیرازی (مونس‌علیشاه) در خانقاه نعمت‌اللهی کرمانشاه

سالی چند پیش از فوتش به تهران رفت و در آنجا به اصرار مریدانش خانقاهی ترتیب داد و سالی چند به ارشاد مشغول بود. تا اینکه در ساعت نه و نیم بعد از ظهر روز یکشنبه ۲۴ خرداد ماه ۱۳۳۲خورشیدی در تهران وفات یافت. او بر حسب وصیت خودش در خانقاه نعمت‌اللهی کرمانشاه که پیروانش در کرمانشاه (خیابان شیر و خورشید) بنیاد کرده بودند دفن شد.